# وست نوریتون تاونشیپ (شهرستان مونتگومری، پنسیلوانیا)
وست نوریتون تاونشیپ (به انگلیسی: West Norriton Township) یک منطقهٔ مسکونی در ایالات متحده آمریکا است که در شهرستان مونتگومری، پنسیلوانیا واقع شده‌است. وست نوریتون تاونشیپ ۱۶٫۱۱ کیلومتر مربع مساحت و ۱۵٬۶۶۳ نفر جمعیت دارد و ۵۳٫۹۵ متر بالاتر از سطح دریا واقع شده‌است.